# Voo Aseman Airlines 3704
Voo Aseman Airlines 3704 foi uma rota comercial nacional de passageiros, operada pela empresa iraniana Aseman Airlines, utilizando um ATR-72, partindo do Aeroporto Internacional de Mehrabad, em Teerã, com destino ao Aeroporto de Yasuj. Em 18 de fevereiro de 2018, a aeronave caiu no Monte Dena, na Cordilheira de Zagros, matando todos os 60 passageiros e seis tripulantes a bordo.

## Aeronave
A aeronave, um ATR 72-212, número de série 391, registro EP-ATS, foi fabricado em outubro de 1993. Ele fez seu primeiro voo em 26 de outubro e foi entregue ao Aseman Airlines em 12 de dezembro do mesmo ano. Foi operado apenas por essa companhia aérea e não teve nenhum incidente sério em seus 24 anos de operação.

## Acidente
A aeronave operava um voo de passageiros doméstico do Aeroporto Internacional de Mehrabad, em Teerã, ao Aeroporto de Yasuj, no Irã. Ele decolou de Teerã às 04h30 (UTC) e caiu no Monte Dena uma hora depois. Todos os seis tripulantes e 60 passageiros a bordo foram mortos.